# 수성로 (수원시)
수성로(Suseong-ro) 수원시 권선구 구운동 구운오거리 에서 장안구 영화동 수원북중사거리 를 잇는 도로이다.

## 주요 경유지
경기도
- 수원시 권선구 (구운동 . 서둔동 . 정자동) - 장안구 (정자동 . 영화동 . 조원동)

## 노선
| 이름           | 접속 노선                   | 소재지        | 소재지        | 소재지        | 비고          |
| 금곡로와 직결  | 금곡로와 직결               | 금곡로와 직결 | 금곡로와 직결 | 금곡로와 직결 | 금곡로와 직결 |
| -------------- | --------------------------- | ------------- | ------------- | ------------- | ------------- |
| 구운오거리     | 국도 제42호선 (수인로)      | 수원시        | 권선구        | 구운동        |               |
| 구운공원삼거리 | 수성로35번길                | 수원시        | 권선구        | 구운동        |               |
| 여기산삼거리   | 일월로                      | 수원시        | 권선구        | 서둔동        |               |
| 화산교         |                             | 수원시        | 권선구        | 화서동        |               |
| 화산교         | 팔달구                      | 수원시        |               | 화서동        |               |
| 화산교삼거리   | 수성로100번길 수성로101번길 | 수원시        |               | 화서동        |               |
| 꽃뫼사거리     | 화산로                      | 수원시        |               | 화서동        |               |
| 화산지하차도   |                             | 수원시        |               | 화서동        |               |
| 고양삼거리     | 화양로                      | 수원시        |               | 화서동        |               |
| 숙지공원사거리 | 대평로                      | 수원시        |               | 화서동        |               |
| 정자사거리     | 장안로                      | 수원시        | 장안구        | 정자동        |               |
| 수성중사거리   | 정조로                      | 수원시        | 장안구        | 영화동        |               |
| 영화초교사거리 | 국도 제1호선 (경수대로)     | 수원시        | 장안구        | 영화동        |               |
| 수원북중사거리 | 조원로                      | 수원시        | 장안구        | 조원동        |               |

## 주요 시설및 건물
- 농협 수원축산농협 삼환지점 (수성로 47/구운동 462)
- 아성다이소 수원화서점 (수성로 102/화서동 410-1)
- GS칼텍스 서부주유소 (수성로 188/화서2동 647-2)
- 농협 수원농협 영화지점 (수성로 257/정자동 75-9)
- KT CS컴퍼니정자점 (수성로 259/정자동 75-10)
- 맥도날드 수원정자DT점 (수성로 267/정자동 76-18)
- 롯데하이마트 정자사거리점 (수성로 286/영화동 393-1)
- 스타벅스 수원정자사거리DT점 (수성로 291/정자동 79-7)
- 현대자동차 블루핸즈 정자점 (수성로 298/영화동 390-4)
- 근로복지공단 수원지사 (수성로 311/정자2동 80-17)
- 수원상공회의소 (수성로 311/정자2동 80-17)
- 신협 인천경기본부 (수성로 311/정자2동 80-17)
- 농협 정자동지점 (수성로 319/정자동 80-21)
- KB국민은행 정자동종합금융센터 (수성로 353/정자동 2-9)
- 수원북문우체국 (수성로 360/영화동 300-14)